# Jimmy Hoffa
Pour les articles homonymes, voir Hoffa.
James Riddle Hoffa dit Jimmy Hoffa, né le 14 février 1913 à Brazil dans l'Indiana et disparu le 30 juillet 1975 à Bloomfield Township dans le Michigan (déclaré officiellement mort le 30 juillet 1982), est un dirigeant syndicaliste américain, connu pour ses liens avec la mafia et figurant sur la liste des principaux suspects d'avoir été commanditaires de l’assassinat de John F. Kennedy. Il disparaît mystérieusement le 30 juillet 1975.

## Biographie

### Jeunesse et famille
Son père John Hoffa (d'ascendance allemande originaire de Pennsylvanie ou Pennsylvania Dutch) qui travaillait dans les mines de charbon, meurt en 1920 et Jimmy Hoffa est alors élevé par sa mère Viola Riddle Hoffa (d'ascendance irlandaise). En 1924, la famille déménage à Détroit ;  sa mère y travaille dans une usine automobile pour subvenir aux besoins de la famille. Jimmy Hoffa demeure à Detroit jusqu'à la fin de sa vie. À 15 ans, il arrête ses études pour travailler afin d'aider sa famille. À 17 ans, il est manutentionnaire, déchargeant des wagons de marchandises pour un salaire de misère, ce qui l'incite à mener sa première grève surprise pour prendre la défense des ouvriers.
Il attire l'attention des Teamsters (syndicat des conducteurs routiers américains) qui l'embauchent dans leur section no 229 de Détroit comme « organisateur », c'est-à-dire recruteur.
Leader charismatique, préférant les grèves éclair, les boycottages, les actions courtes, rapides, imprévisibles, il n’annonce pas à l’avance ses coups. De même, les négociations sont souvent menées de manière très violente.
Le 24 septembre 1936 à Bowling Green (Ohio), il épouse Josephine Poszywak, blanchisseuse d'origine polonaise de 18 ans ; il a fait sa connaissance lors d'une grève des blanchisseuses cinq ans plus tôt. Le couple a deux enfants : une fille, Barbara Ann Crancer, et un fils, James.
En 1939, les Hoffa achètent pour 6 800 $ une modeste maison du nord-ouest de Détroit. Plus tard, le couple achète un chalet au bord d'un lac à Orion Township (en), au nord de Detroit. Son frère et un ami proche sont tués par des briseurs de grève engagés par le patronat.

### Syndicalisme, commission McClellan et mafia
Jimmy Hoffa grimpe rapidement la hiérarchie du syndicat des conducteurs routiers américains, alors le plus riche du monde avec une caisse évaluée à 3 milliards de dollars. Il devient son président en 1957 grâce au soutien actif de la mafia ce qui attire l'attention du gouvernement fédéral qui depuis le conseil de la mafia d'Apalachin de la même année prend au sérieux l'existence du crime organisé.
La même année, il est placé sous le feu des projecteurs de l'opinion publique par l'action de la commission McClellan qui s'intéresse alors de très près à l'activité de la mafia dans les syndicats et qui a fait emprisonner son prédécesseur pour parjure. Le combat principal était mené par le jeune frère du sénateur John F. Kennedy, Robert Kennedy. Les deux hommes échangèrent des invectives au cours d'un interrogatoire public :   
Robert Kennedy : « M. Hoffa, je serais plus réceptif à vos arguments si seulement vous n'aviez pas une quinzaine de personnes avec un casier judiciaire sous votre juridiction à Détroit (…). Je pense que vous n'avez pas le courage de vous débarrasser de ces gens. Où que vous alliez aux États-Unis, vous rencontrez des gangsters et des racketteurs. Ce n'est pas très étonnant que vous acceptiez leur argent. »
Hoffa : « M. Kennedy, c'est très choquant de vous entendre me mêler à cet argent taché de sang. Ce qui s'est passé dans la vie de ces gens ne représente pas nécessairement ce qu'ils sont aujourd'hui. Vous ne leur laissez pas la chance de le prouver. »
Une véritable antipathie se développe alors entre les deux hommes.
Il n'est pas poursuivi mais inculpé de détention de documents illégaux, car la Commission n'a pas pu prouver que le syndicat des Teamsters entretenait des liens avec la mafia. La Commission estima que la concentration des pouvoirs entre les mains du seul président des Teamsters était une menace pour le fonctionnement non seulement du syndicat lui-même mais également de la démocratie,. Robert F. Kennedy vécut cette décision comme une défaite.
Il participe au blanchiment d'argent de l'Outfit de Chicago (famille mafieuse de Chicago dirigée par Sam Giancana), à travers un système complexe utilisant l'argent de la caisse de retraite des Teamsters, souvent investi à Las Vegas mais également pour blanchir l'argent issu des trafics de l'organisation criminelle. Il s'associe parfois au patronat, leur procurant des chauffeurs « occasionnels » peu payés et ne bénéficiant pas d'avantages sociaux (retraites, assurances maladie, etc.) pour leur permettre de ne pas enrôler de chauffeurs à temps complet. Certains responsables de sections syndicales sont eux-mêmes chefs d'entreprise.
À son apogée, le syndicat des Teamsters compte 90 % des employés liés au monde du transport aux États-Unis et au Canada.[réf. nécessaire]

### Face à l'offensive anti-mafia de Robert Kennedy
Il devient, notamment du fait de ses liens avec la mafia, une des principales cibles de Robert F. Kennedy, devenu entre-temps ministre de la Justice du gouvernement de son frère, le président John F. Kennedy. Jimmy Hoffa, conscient que son ennemi personnel a désormais les moyens de mener à terme son objectif d'empêcher les malversations du syndicat des Teamsters déclara à ce sujet : « Inutile de dire qu'à présent, il va se mettre en chasse de mon scalp ». En effet, Robert F. Kennedy constate le peu d'empressement du FBI de J. Edgar Hoover à lutter contre la mafia, dont il avait contesté jusqu'à l'existence dans un premier temps. Il entre alors en opposition directe avec le FBI, et renforce la section criminelle du département de la Justice en quadruplant son budget ce qui déboucha sur l'inculpation de plusieurs centaines de dirigeants du syndicat des camionneurs et sur l'inculpation directe de Jimmy Hoffa pour fraude fiscale, détournement de fonds et subornation de témoins. Il obtient également la coopération secrète du président du syndicat des Teamsters de l'État de Louisiane, Edward Partin. Ces témoignages permettent l'inculpation de Jimmy Hoffa. Ce dernier voit l'étau de la justice se resserrer avec un premier procès en Floride en 1961, puis un second à Nashville en 1962.
Par la suite, l'opération anti-mafia est étendue par le nouveau secrétaire à la justice à l'ensemble des organisations criminelles, dirigées alors par des parrains tels que Sam Giancana, John Roselli, Carlos Marcello ou encore Santo Trafficante malgré l'action préventive de son père, Joe Kennedy, qui avait recouru à leurs services pour faire élire son fils à la magistrature suprême des États-Unis. Dans son ouvrage The Ennemy Within paru en 1960, Robert Kennedy déclare d'ailleurs : « Si nous n'attaquons pas le crime organisé avec des armes et des techniques aussi efficaces que les leurs, ils nous détruiront »,.
Pour contrer cette menace grandissante, Jimmy Hoffa cherche le moyen de faire pression sur les frères Kennedy en espionnant leurs vies privées afin de pouvoir proposer un marché : l'arrêt des poursuites contre le silence sur leurs aventures extra-conjugales. La villa de l'acteur Peter Lawford, beau-frère de la famille Kennedy, tout comme celle de la star Marilyn Monroe, sont placées sous étroite surveillance électronique afin de recueillir des preuves des écarts de conduite des deux frères. La mort de Monroe le 4 août 1962, dans des circonstances non éclaircies, et la surveillance du FBI interrompirent le projet du président des Teamsters,.

### Implication supposée dans l'assassinat de John F. Kennedy
Edward Partin, soumis au détecteur de mensonges du F.B.I, déclara également que le président des Teamsters avait à de nombreuses reprises fait mention d'éliminer Robert F. Kennedy soit par arme à feu dans les États du sud des États-Unis soit en piégeant sa résidence à l'explosif.
Or en parallèle, au début de l'année 1963, face à la pression constante et grandissante du ministère de la justice, et donc du F.B.I, qui était allée crescendo depuis 1961 notamment avec une surveillance électronique renforcée et plus de 2 000 poursuites pour fraude fiscale menées par l'Internal Revenue Service (IRS), le fisc américain, l'ensemble des organisations criminelles, qui avaient contribué à leur élection en 1960, réclamèrent l'élimination des Kennedy. Jimmy Hoffa tout comme Carlos Marcello, le parrain de La Nouvelle-Orléans, firent pression sur Sam Giancana, le parrain des parrains, afin de trouver une solution pour mettre fin définitivement à l'offensive du ministère de la Justice de Robert F. Kennedy.
Il est à noter que Jimmy Hoffa avait le même avocat Frank Ragano que l'ancien parrain de Cuba Santo Trafficante, replié en Floride à la suite de la prise de pouvoir par Fidel Castro en 1959. Dans son livre Mob Lawyer, il témoigne qu'au début des années 1960, Sam Giancana, Santos Trafficante, Carlos Marcello et Jimmy Hoffa étaient impliqués dans la préparation de l'assassinat de John F. Kennedy et qu'il avait servi de messager entre eux tout au long de l'année 1963.
À la suite de la disparition du président Kennedy, Hoffa déclare : « Bobby is just another lawyer now », soit « Maintenant, Bobby n'est plus qu'un avocat comme les autres ».
Peu de temps avant sa disparition, il a également déclaré au sujet du procureur indépendant de la Nouvelle Orléans, Jim Garrison qui entreprit une enquête sur l'assassinat de John F. Kennedy à partir de 1967 : « Jim Garrison's a smart man... goddamned smart attorney .... Anybody thinks he's a kook is a kook themselves » soit « Jim Garrison est un homme intelligent ... un putain d'avocat intelligent ... Toute personne qui pense qu'il est fou est fou lui-même ».

### Inculpation, emprisonnement et libération
Après l'assassinat de John F. Kennedy le 22 novembre 1963 et à la suite du procès à Nashville en 1964, il est accusé d’avoir tenté d’acheter les membres du jury. Il est condamné à huit ans de prison et à une amende de 10 000 $. La même année, il est reconnu coupable et condamné à cinq ans de prison à Chicago pour fraudes et conspiration. Ayant épuisé tous les appels, il est envoyé le 7 mars 1967 au pénitencier fédéral de Lewisburg en Pennsylvanie pour purger ses deux peines consécutives.
De sa cellule, il continue à assumer la présidence des Teamsters et à agir en coulisse. En 1971, le président Richard Nixon, soutenu financièrement pendant ses campagnes électorales de 1960 et 1968 par les Teamsters, et qui cherche le soutien des Teamsters pour sa réélection de 1972, le gracie au bout de quatre ans de détention sur les seize années prévues à l'origine, et ce contre l'avis du ministère de la Justice et à condition qu'il ne participe pas à des actions syndicales durant dix ans, soit jusqu'en mars 1980.
Cependant à partir de l'année 1973, il projette à nouveau de reprendre la direction du syndicat des Teamsters afin de reprendre le contrôle des finances du syndicat. Ce retour se fait néanmoins contre l'organisation criminelle qui préfère garder une présidence souple afin de pouvoir puiser librement dans les caisses du syndicat.

### Disparition et probable assassinat
Il disparaît mystérieusement le 30 juillet 1975, à l'âge de 62 ans, à Bloomfield Township dans le comté d'Oakland (Michigan). Il est notamment aperçu brièvement pour la dernière fois sur le parking du restaurant Machus Red Fox, où il avait rendez-vous avec le mafieux Anthony « Tony Jack » Giacalone.
On suppose qu'il est mort, peut-être assassiné par la mafia qui voyait d'un mauvais œil sa volonté de reprendre en main le syndicat. Selon l'auteur américain Philip Carlo (en) dans son livre The Ice Man: Confessions of a Mafia Contract Killer qui est un recueil de ses entretiens avec le tueur à gages Richard Kuklinski, ce dernier aurait largement participé à la mort de Jimmy Hoffa et à la disparition de son corps. Il reprend la rumeur et dit qu'il aurait été enfermé dans un tonneau, mis dans le coffre d'une Toyota puis passé dans un broyeur avec d'autres véhicules et enfin expédié au bout du monde. Mais il n'en existe pas de preuve matérielle.
Frank Sheeran, un tueur à gages de la mafia, a confessé peu de temps avant de mourir à son biographe Charles Brandt dans un livre I heard you paint houses qu'il aurait le jour de sa disparition assassiné lui-même Jimmy Hoffa sur ordre de Russell Bufalino, un chef mafieux. Son corps aurait été clandestinement incinéré dans un crématoire. La mafia l'aurait fait assassiner parce que Jimmy Hoffa menaçait de révéler au grand jour les liens étroits qu'il entretenait avec l'organisation criminelle et qu'il songeait à redevenir le président des Teamsters.
Le 30 juillet 1982, sept ans jour pour jour après sa disparition, Jimmy Hoffa est déclaré légalement mort.
En 1998, son fils James devient président de l'International Brotherhood of Teamsters.
Dans un livre paru en 2012, le chauffeur de la mafia et informateur de police Marvin Elkind déclare avoir entendu Tony Jack s'exclamer « Dites bonjour à Jimmy Hoffa, les gars » en passant devant le siège social de General Motors à Détroit, en construction à l'époque de la disparition de Hoffa ; cela laisserait entrevoir que son corps a été coulé dans le béton du bâtiment.

## Dans la culture
Danny DeVito réalise un film sur sa vie en 1992 au titre homonyme (Hoffa), avec Jack Nicholson dans le rôle de Jimmy Hoffa. Le film FIST  qui sort en 1978, avec Sylvester Stallone, s'inspire également de sa vie.
En raison de ses liens avec la mafia et de sa mystérieuse disparition, Jimmy Hoffa a eu une importante influence dans la mémoire collective américaine. On fait encore aujourd'hui référence à lui de manière plus ou moins claire dans des films, des séries télévisées, des dessins animés ou encore des romans américains tels que American Tabloïd de James Ellroy, Vendetta de R. J. Ellory, ainsi que dans le morceau R u down wit da Goats du groupe de hip-hop The Goats.
Son personnage, incarné par Al Pacino, apparaît dans The Irishman, un film de Martin Scorsese consacré à Frank Sheeran (surnommé « L'Irlandais »), sorti en 2019, relatant la vie du tueur à gages au sein de la mafia et la collusion de cette dernière avec le syndicat des Teamsters, le financement des opérations illégales ainsi que l'implication de la CIA dans la lutte contre le communisme.
Dans la version américaine du jeu Qui veut gagner des millions ?, notamment la version spéciale Who wants to be a Super Millionaire ?, une question est posée sur Jimmy Hoffa. Il s'agit d'une question à 2 500 000 $, ce qui en fait la question la plus chère de toute l'histoire du célèbre jeu télévisé, étant donné que le candidat Robert Essig n'y répondra pas et partira avec 1 000 000 $. La question était : « Dans le Michigan, quel est le nom du restaurant américain où fut aperçu pour la dernière fois le syndicaliste américain Jimmy Hoffa le 30 juillet 1975 ? », et la réponse était « Machus Red Fox ».